# SN 2001dq
SN 2001dq – supernowa typu Ic? odkryta 14 sierpnia 2001 roku w galaktyce IC1222. W momencie odkrycia miała maksymalną jasność 18,80m.